# Julio Iglesias
Julio Iglesias (phát âm tiếng Tây Ban Nha: [ˈxuljo iˈɣlesjas] tên đầy đủ là Julio José Iglesias de la Cueva; sinh ngày 23 tháng 9 năm 1943) là một ca sĩ, nhạc sĩ người Tây Ban Nha, đã phát hành khoảng 80 album với gần 300 triệu đĩa được bán trên khắp thế giới trong 14 thứ tiếng. Ông được tổng cộng hơn 2.600 đĩa vàng và bạch kim. Theo như hãng xuất bản nhạc Sony Music Entertainment, ông là ca sĩ bán đĩa chạy nhất trong lịch sử thể loại nhạc Latinh và cũng là một trong những ca sĩ có đĩa bán nhiều nhất thế giới.

## Danh sách đĩa nhạc
Các album đạt hơn chứng chỉ Vàng:
- 1975: El Amor
- 1977: A mis 33 años
- 1978: Aimer La Vie
- 1978: Emociones
- 1979: A vous les femmes
- 1980: Sentimental
- 1981: De niña a mujer
- 1981: Fidèle
- 1981: 14 Suosituinta Sävelmää
- 1982: Et l'amour crea la femme
- 1982: Momentos
- 1983: En Concierto
- 1983: Julio
- 1984: 1100 Bel Air Place
- 1985: Libra
- 1990: Starry Night
- 1994: Crazy
- 1995: La Carretera
- 1996: Tango
- 1998: Mi Vida: Grandes Éxitos
- 2000: Noche De Cuatro Lunas
- 2003: Divorcio
- 2006: Romantic Classics